# OTI 1987
La XVI edición del Gran Premio de la Canción Iberoamericana o el Festival de la OTI se celebró en el Teatro São Luís de Lisboa el 24 de octubre de 1987. Sus presentadores fueron Ana Maria Zanatti y Eládio Clímaco, quien fuera presentador ocasional del Festival de la Canción de Eurovisión 1980. Dentro del jurado se destacan los personajes tales como Jairo, Massiel u Olga Guillot. Es el año récord de participantes, con 24 países, ante la presencia en la sala del presidente de Portugal Mário Soares y del primer ministro de Portugal Aníbal Cavaco Silva. Este récord de participación se mantendría entre 1992 y 1993, cuando la cifra se alcanza a las 25 países de ambas ediciones.

## Desarrollo
Se destacan las participaciones tanto de la cantante mexicana Ana Gabriel, como de la cantante española Vicky Larraz, solista de Olé Olé hasta 1985, comenzando su carrera en solitario y que logró un gran éxito de ventas con la canción Bravo Samurai. 
Representación a la República Dominicana compitió el humorista Julio Sabala, quien en ese entonces era residente en España, con una canción llamada Esto tiene que cambiar del compositor español José María Purón. Otro compositor español, Amado Jaén (ex-componente de Los Diablos) coescribió el tema colombiano Vengan a mi hogar. Hubo otros participantes de renombre como Eduardo Valenzuela, Leila Pinheiro y Daniel Altamirano.
El primer premio fue para el tema representante de Venezuela, La felicidad está en un rincón de tu corazón, cantada por Alfredo Alejandro. El segundo fue para Ecuador, con la canción Mi amigo el cóndor, interpretado por Gustavo Velázquez. El tercer puesto fue ex-aequo para México y España, con sus representantes Ana Gabriel y Vicky Larraz. Precisamente, entre los 24 participantes de esta edición, Ana Gabriel y Vicky Larraz fueron las únicas intérpretes que lograron un gran éxito comercial de fama internacional.

## Jurado internacional
- Jairo
- Geraldo Casé
- Mirla Castellanos
- Silvia Pinal
- Amália Rodrigues (presidenta)
- Massiel
- Olga Guillot
- /  Betty Missiego
- Raúl Solnado

## Directores de orquesta
El director de música fue Fernando Correia Martins.
- Panamá - Toby Muñoz
- Antillas Neerlandesas - Erroll "El Toro" Colina
- Chile - Francisco Larraín
- Argentina - Fernando Correia Martins
- Bolivia - Charly Barrionuevo
- Portugal - Fernando Correia Martins
- Colombia - Josep Mas Portet
- Venezuela - Arnoldo Nali
- Paraguay - Fernando Correia Martins
- Honduras - Fernando Correia Martins
- Brasil - Fernando Correia Martins
- Guatemala - Fernando Correia Martins
- Costa Rica - Álvaro Esquivel Valverde
- Estados Unidos - Héctor Garrido
- República Dominicana - José Juan Arnelas
- Perú - Emilio Pepe Ortega
- Puerto Rico - Ito Serrano
- Ecuador - Juan Salazar
- México - Chucho Ferrer
- Canadá - Guillermo Azevedo
- El Salvador - Fernando Correia Martins
- España - Eduardo Leyva
- Nicaragua - Andrés Sánchez
- Uruguay - Julio Frade

## Participantes
| País                  | Título de la canción                           | Título de la canción                           |
| País                  | Artista                                        | Idioma                                         |
| --------------------- | ---------------------------------------------- | ---------------------------------------------- |
| Antillas Neerlandesas | «Hermanos tú y yo»                             | «Hermanos tú y yo»                             |
| Antillas Neerlandesas | Rose y Romeo Heige                             | Español                                        |
| Argentina             | «Todavía la vida»                              | «Todavía la vida»                              |
| Argentina             | Lalo Márquez y Daniel Altamirano               | Español                                        |
| Bolivia               | «Utopía»                                       | «Utopía»                                       |
| Bolivia               | Hombre Nuevo                                   | Español                                        |
| Brasil                | «Estrela do norte»                             | «Estrela do norte»                             |
| Brasil                | Leila Pinheiro                                 | Portugués                                      |
| Canadá                | «Vuelve a mí»                                  | «Vuelve a mí»                                  |
| Canadá                | Alberto de Oliveira                            | Español                                        |
| Chile                 | «Chocando paredes»                             | «Chocando paredes»                             |
| Chile                 | Eduardo Valenzuela                             | Español                                        |
| Colombia              | «Vengan a mi hogar»                            | «Vengan a mi hogar»                            |
| Colombia              | Marta Patricia Yepes                           | Español                                        |
| Costa Rica            | «Soy de un país que ama»                       | «Soy de un país que ama»                       |
| Costa Rica            | Hilda Chacón Mata                              | Español                                        |
| Ecuador               | «Mi amigo el cóndor»                           | «Mi amigo el cóndor»                           |
| Ecuador               | Gustavo Velásquez                              | Español                                        |
| El Salvador           | «Nadie más que tú»                             | «Nadie más que tú»                             |
| El Salvador           | Iliana Posas                                   | Español                                        |
| España                | «Bravo samurái»                                | «Bravo samurái»                                |
| España                | Vicky Larraz                                   | Español                                        |
| Estados Unidos        | «Sabes lo que yo quisiera»                     | «Sabes lo que yo quisiera»                     |
| Estados Unidos        | Felo Bohr                                      | Español                                        |
| Guatemala             | «Que Dios nos libre de la locura del hombre»   | «Que Dios nos libre de la locura del hombre»   |
| Guatemala             | Chito Ordoñez                                  | Español                                        |
| Honduras              | «Uno más»                                      | «Uno más»                                      |
| Honduras              | Rodolfo Torres                                 | Español                                        |
| México                | «Ay amor»                                      | «Ay amor»                                      |
| México                | Ana Gabriel                                    | Español                                        |
| Nicaragua             | «La vida es solo sueño»                        | «La vida es solo sueño»                        |
| Nicaragua             | María Lili Delgado                             | Español                                        |
| Panamá                | «Blanco y negro»                               | «Blanco y negro»                               |
| Panamá                | Olga Cecilia de Obaldía                        | Español                                        |
| Paraguay              | «Procura»                                      | «Procura»                                      |
| Paraguay              | Rolando Ojeda                                  | Español                                        |
| Perú                  | «He aprendido a volar»                         | «He aprendido a volar»                         |
| Perú                  | Jenny Higginson                                | Español                                        |
| Portugal              | «Não me tirem este mar»                        | «Não me tirem este mar»                        |
| Portugal              | Teresa Mayuco                                  | Portugués                                      |
| Puerto Rico           | «Soy mujer»                                    | «Soy mujer»                                    |
| Puerto Rico           | Marisol Calero                                 | Español                                        |
| República Dominicana  | «Esto tiene que cambiar»                       | «Esto tiene que cambiar»                       |
| República Dominicana  | Julio Sabala                                   | Español                                        |
| Uruguay               | «Volvamos a empezar»                           | «Volvamos a empezar»                           |
| Uruguay               | Fabricio                                       | Español                                        |
| Venezuela             | «La felicidad está en un rincón en tu corazón» | «La felicidad está en un rincón en tu corazón» |
| Venezuela             | Alfredo Alejandro                              | Español                                        |

## Resultados
</FONT

| #                                         | País                  | Artista(s)                       | Canción                                      | Posición |
| ----------------------------------------- | --------------------- | -------------------------------- | -------------------------------------------- | -------- |
| 1                                         | Panamá                | Olga Cecilia de Obaldía          | Blanco y negro                               |          |
| 2                                         | Antillas Neerlandesas | Rose y Romeo Heige               | Hermanos tú y yo                             |          |
| 3                                         | Chile                 | Eduardo Valenzuela               | Chocando paredes                             |          |
| 4                                         | Argentina             | Lalo Márquez y Daniel Altamirano | Todavía la vida                              |          |
| 5                                         | Bolivia               | Hombre Nuevo                     | Utopía                                       |          |
| 6                                         | Portugal              | Teresa Mayuco                    | Não me tirem este mar                        |          |
| 7                                         | Colombia              | Marta Patricia Yepes             | Vengan a mi hogar                            |          |
| 8                                         | Venezuela             | Alfredo Alejandro                | La felicidad está en un rincón de tu corazón | 1        |
| 9                                         | Paraguay              | Rolando Ojeda                    | Procura                                      |          |
| 10                                        | Honduras              | Rodolfo Torres                   | Uno más                                      |          |
| 11                                        | Brasil                | Leila Pinheiro                   | Estrela do norte                             |          |
| 12                                        | Guatemala             | Chito Ordóñez                    | Que Dios nos libre de la locura del hombre   |          |
| 13                                        | Costa Rica            | Hilda Chacón Mata                | Soy de un país que ama                       |          |
| 14                                        | Estados Unidos        | Felo Bohr                        | Sabes lo que yo quisiera                     |          |
| 15                                        | República Dominicana  | Julio Sabala                     | Esto tiene que cambiar                       |          |
| 16                                        | Perú                  | Jenny Higginson                  | He aprendido a volar                         |          |
| 17                                        | Puerto Rico           | Marisol Calero                   | Soy mujer                                    |          |
| 18                                        | Ecuador               | Gustavo Velázquez                | Mi amigo el cóndor                           | 2        |
| 19                                        | México                | Ana Gabriel                      | Ay amor                                      | 3        |
| 20                                        | Canadá                | Alberto de Oliveira              | Vuelve a mí                                  |          |
| 21                                        | El Salvador           | Iliana Posas                     | Nadie más que tú                             |          |
| 22                                        | España                | Vicky Larraz                     | Bravo samurái                                | 3        |
| 23                                        | Nicaragua             | María Lili Delgado               | La vida es solo sueño                        |          |
| 24                                        | Uruguay               | Fabricio                         | Volvamos a empezar                           |          |
| Lugar: Teatro São Luís - Lisboa, Portugal |                       |                                  |                                              |          |